# Ngữ hệ Maya
Ngữ hệ Maya là một ngữ hệ được nói tại Trung Bộ châu Mỹ và miền bắc Trung Mỹ. Các ngôn ngữ Maya được nói bởi ít nhất 6 triệu người, thuộc các dân tộc Maya, chủ yếu tại Guatemala, México, Belize và Honduras. Năm 1996, Guatemala chính thức công nhận 21 ngôn ngữ Maya, và México công nhận thêm tám ngôn ngữ nữa trong biên giới của họ.
Ngữ hệ Maya là một trong những ngữ hệ được ghi nhận và nghiên cứu nhiều nhất châu Mỹ. Các ngôn ngữ Maya hiện đại đều xuất phát từ ngôn ngữ Maya nguyên thủy, được cho là từng được nói cách đây ít nhất 5,000 năm, và đã được tái dựng bằng phương thức so sánh. Ngôn ngữ Maya nguyên thủy đã phát triển thành ít nhất sáu nhánh con: Huastec, Quiche, Yucatec, Q'anjobal, Mam và Ch'ol-Tzeltal.
Các ngôn ngữ Maya tạo nên một phần của vùng ngôn ngữ Trung Bộ châu Mỹ, một khu vực hội tụ ngôn ngữ phát triển qua hàng nghìn năm tiếp xúc giữa các tộc người tại đây. Tất cả ngôn ngữ Maya thể hiện các nét cơ bản của vùng ngôn ngữ này. Ví dụ, tất cả đều dùng danh từ quan hệ thay vì giới từ để thể hiện mối quan hệ không gian. Chúng cũng sở hữu những đặc điểm ngữ pháp và loại hình tách biệt chúng khỏi các ngôn ngữ khác tại vùng Trung Bộ châu Mỹ, như việc sử dụng khiển cách (ergative) với động từ và chủ ngữ-tân ngữ của chúng, những thể loại biến tố riêng biệt với động từ, và một lớp từ cho "các vị trí" điển hình trong cả hệ Maya.
Trong thời kỳ tiền Colombo của lịch sử Trung Bộ châu Mỹ, một vài ngôn ngữ Maya được viết bằng hệ thống chữ Maya tượng hình. Việc sử dụng loại chữ này phổ biến trong suốt thời kỳ Cổ điển của nền văn minh Maya (khoảng 250–900). Một tập hợp gồm 10.000 bản ghi của người Maya còn tồn tại đến nay, nằm trên các kiến trúc, công trình, đồ gốm và bản thảo, kết hợp với nền văn học giàu có thời hậu thuộc địa, viết bằng chữ Latinh, đã cung cấp cơ sở cho việc nghiên cứu lịch sử châu Mỹ thời tiền Colombo.

## Lịch sử

### Ngôn ngữ Maya nguyên thủy

Những con đường di dân và niên đại phân tách của ngữ tộc Maya. Urheimat (lingustic homeland hay quê hương ngôn ngữ) của ngữ hệ Maya hiện là nơi cư ngụ của các dân tộc nói các ngôn ngữ Q'anjobal.

Các ngôn ngữ Maya là hậu duệ của một ngôn ngữ tiền thân tên là Maya nguyên thủy, hay, trong tiếng Maya K'iche', Nab'ee Maya' Tzij ("thứ tiếng Maya cổ"). Các học giả cho rằng ngôn ngữ Maya nguyên thủy từng được nói tại sơn nguyên Cuchumatanes tại trung Guatemala, tương ứng với vùng mà ngữ tộc Q'anjobal hiện diện ngày nay. Nhà khảo cổ và học giả người Đức Karl Sapper là người đầu tiên đề xuất rằng vùng cao nguyên Chiapas-Guatemala có thể là "cái nôi" của ngữ hệ Maya. Terrence Kaufman và John Justeson đã phục dựng hơn 3000 mục từ vựng của ngôn ngữ Maya nguyên thủy.
Theo sơ đồ phân loại hiện hành của Lyle Campbell và Terrence Kaufman, ngôn ngữ Maya nguyên thủy bắt đầu phân tách vào khoảng năm 2200 TCN, khi người nói ngôn ngữ Huastec nguyên thủy tách khỏi phần còn lại và di cư đến duyên hải Vịnh Mexico. Người nói ngôn ngữ Yucatec nguyên thủy và Ch'ol nguyên thủy sau đó cũng tách ra và di chuyến về phía bắc đến bán đảo Yucatán. Người nói của nhóm tây Maya di chuyển về phía nam đến khu vực mà ngày nay người Mam và Quiche sinh sống. Khi người nói ngôn ngữ Tzeltal nguyên thủy tách khỏi Ch'ol nguyên thủy và di chuyển về phía nam đến cao nguyên Chiapas, họ đã tiếp xúc với người nói các ngôn ngữ Mixe–Zoque. Theo giả thuyết khác của Robertson and Houston, người nói ngôn ngữ Huastec nguyên thủy tiếp tục sống ở cao nguyên Guatemala với người nói ngôn ngữ Ch'ol-Tzeltal nguyên thủy, rồi tách ra ở thời điểm muộn hơn nhiều so với đề xuất của Kaufman.
Trong thời cổ đại (trước 2000 TCN), một số từ vựng ngôn ngữ Mixe–Zoque đã được ngôn ngữ Maya vay mượn. Điều này dẫn đến giả thuyết rằng người Maya cổ từng bị thống trị bởi người nói ngôn ngữ Mixe–Zoque, có thể là Olmec. Với các ngôn ngữ Xinca và Lenca thì ngược lại, tiếp nhận từ mượn của các ngôn ngữ Maya. Những chuyên gia ngôn ngữ Maya như Campbell tin rằng đây là minh chứng cho một giai đoạn tiếp xúc mạnh mẽ giữa người Maya và người Lenca/người Xinca, nhiều khả năng là trong thời kỳ Cổ Điển (250–900).

### Thời Cổ Điển

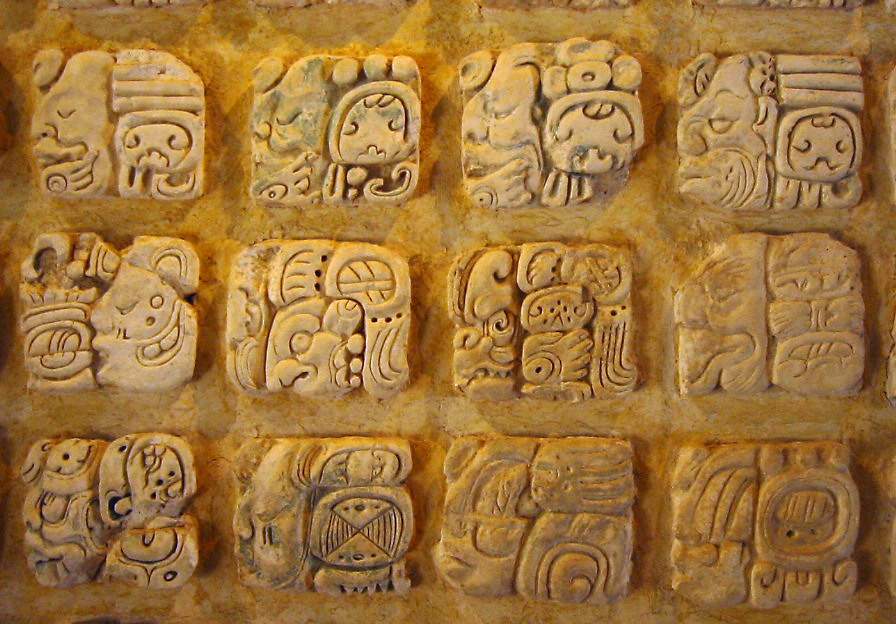
Những nét chữ Maya thời kỳ trung đại bằng vữa trát tại Museo de sitio ở Palenque, Mexico

Trong thời kỳ Cổ Điển, những nhánh lớn bắt đầu phát triển thành những ngôn ngữ riêng biệt. 
Sự phân tách giữa Yucatec nguyên thủy (ở phía bắc, tức bán đảo Yucatán) và Ch'ol nguyên thủy (ở phía nam, tức cao nguyên Chiapas và bồn địa Petén) đã xuất hiện từ trước thời gian này, khi đa phần chữ tượng hình Maya đã hiện diện. Cả hai đều được gọi chung là "tiếng Maya cổ điển". Dù chỉ duy nhất một ngôn ngữ uy tín (prestige language) được ghi nhận thường xuyên trên các văn bản chữ tượng hình hiện có, có ít nhất năm biến thể (hay dạng) ngôn ngữ Maya đã được phát hiện trong các văn bản Maya-Đông Ch'ol trong các văn bản Maya phía nam và cao nguyên, Tây Ch'ol lan rộng từ vùng Usumacinta từ thế kỷ VII, biến thể Yukatek tìm thấy trong văn bản ở bán đảo Yucatán, biến thể Tzeltal tại vùng đất thấp miền tây (tức Toniná, Pomona), và có thể một biến thể Maya vùng cao thuộc nhánh K'iche hiện diện trên đồ gốm Nebaj. Lý do mà chỉ một vài biến thể hiện diện ở dạng văn bản có thể là vì chúng là những phương ngữ uy tín tại một vùng nhất định.
Stephen Houston, John Robertson và David Stuart gợi ý rằng biến thể Ch'ol được tìm thấy trong các văn bản tại vùng đất thấp miền nam có thể được gọi là "Ch'olti' cổ điển", tổ tiên của tiếng Ch’orti’ và tiếng Ch’olti’ hiện đại. Họ đề xuất rằng nó xuất phát từ tây và trung-nam bồn địa Petén, và có thể từng được nói bởi quý tộc và tăng lữ.

### Thời thực dân
Trong thời gian người Tây Ban Nha thực dân hóa Trung Mỹ, tất cả ngôn ngữ bản địa đều bị lấn át bởi tiếng Tây Ban Nha, ngôn ngữ uy tín mới. Việc sử dụng các ngôn ngữ Maya trong những lĩnh vực quan trọng của xã hội, gồm hành chính, tôn giáo và văn chương, cáo chung. Tuy vậy, người Maya kiên trì chống lại sự ảnh hưởng từ bên ngoài, và vì lý do này, nhiều cộng đồng Maya vẫn duy trì được lượng lớn người đơn ngữ. Tuy nhiều ngôn ngữ Maya hoặc gần tuyệt chủng hoặc bị đe dọa, số còn lại vẫn khá ổn định, với người nói ở mọi lứa tuổi.

### Thời hiện đại

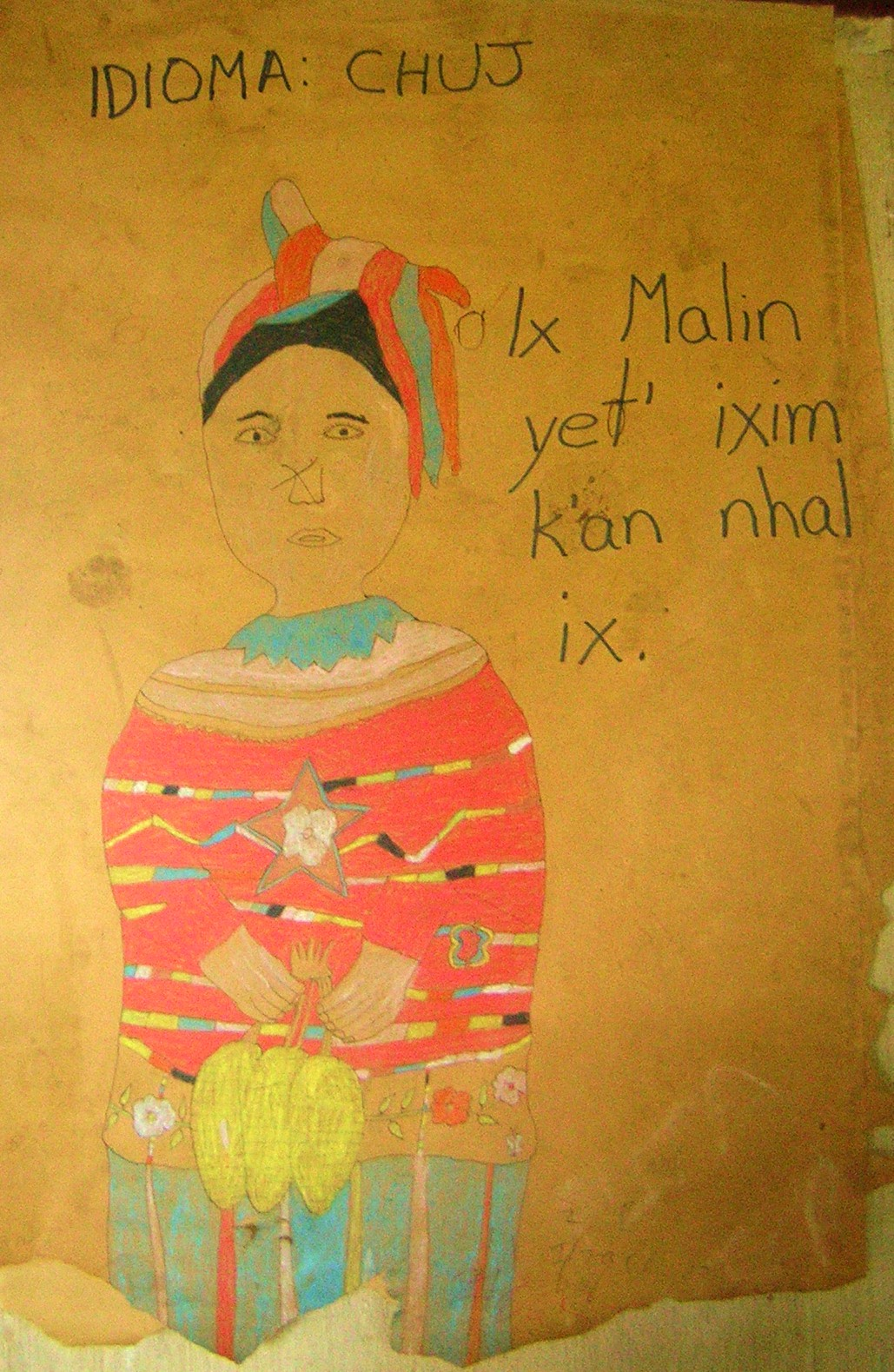
Tranh vẽ với chữ viết bằng tiếng Chuj cạnh bên, tại Ixcán, Guatemala.

Nhờ khảo cổ học Maya phát triển mạnh vào thế kỷ XX, cũng như chủ nghĩa dân tộc và những tư tưởng dựa trên dân tộc khác lan rộng, các dân tộc nói ngôn ngữ Maya bắt đầu phát triển một dân tộc tính Maya, xem mình là hậu duệ nền văn minh Maya.
Từ "Maya" có thể xuất phát từ thành phố Mayapan tại Yucatán thờ Hậu Cổ Điển; nó có ý nghĩa hẹp hơn vào thời tiền thực dân và thực dân, để chỉ một thực thể nhất định tại bán đảo Yucatán. Nghĩa của từ "Maya" hiện nay, ngoài để chỉ một mối quan hệ ngôn ngữ, còn được dùng cho những đặc điểm dân tộc và văn hóa. Đa số người Maya tự xem mình là thuộc một dân tộc nhất định, như "Yucatec" hay "K'iche'", song vẫn là người Maya. Ngôn ngữ trở thành cơ sở để xác định biên giới của mối quan hệ dân tộc. Fabri viết: "Thuật ngữ Maya có nhiều vấn đề vì các dân tộc Maya không tạo nên một sự thống nhất. Thay vì vây, Maya trở thành một chiến lược tự thể hiện của các phong trào Maya và những người tham gia. Academia de Lenguas Mayas de Guatemala (ALMG) công nhận hai mươi mốt ngôn ngữ Maya."
Tại Guatemala, việc phát triển phép chính tả tiêu chuẩn cho các ngôn ngữ Maya được thực hiện bởi Academia de Lenguas Mayas de Guatemala (ALMG; Viện hàn lâm ngôn ngữ Maya Guatemala), thành lập năm 1986. Sau hòa ước 1996, nó dần nhận được sự công nhận như một tổ chức uy tín về ngôn ngữ Maya bởi cả các học giả Maya và người Maya.

## Quan hệ và phân loại

### Quan hệ với các ngữ hệ khác
Ngữ hệ Maya không có mối quan hệ phát sinh được công nhận với bắt cứ ngữ hệ nào đã biết. Nét tương đồng giữa những ngôn ngữ Trung Bộ châu Mỹ là do sự ảnh hưởng lẫn nhau của những ngôn ngữ lân cận chứ không phải do có chung nguồn gốc. Trung Bộ châu Mỹ đã được minh chứng là một khu vực mà các ngôn ngữ luôn tác động lẫn nhau.
Nhiều đề xuất đã được đưa ra, kết nối ngữ hệ Maya với các ngữ hệ hay ngôn ngữ tách biệt khác, nhưng không có cái nào được đông học giả ủng hộ. Ví dụ gồm có đề xuất kết nối hệ Maya với ngữ hệ Uru–Chipaya, tiếng Mapuche, ngữ hệ Lenca, tiếng Purépecha hay tiếng Huave. Ngữ hệ Maya cũng được gộp vào các ngữ hệ giả thuyết như Hoka và Penutia. Nhà ngôn ngữ học Joseph Greenberg xếp Maya vào giả thuyết Amerindia mà đã bị đa phần học giả bác bỏ do không có bằng chứng chứng minh.
Lyle Campbell, một chuyên gia về ngôn ngữ Maya và nhà ngôn ngữ học lịch sử, cho rằng đề xuất khả thi nhất là giả thuyết "Liên Maya" - kết nói hệ Maya, Mixe–Zoque và Totonac lại với nhau, nhưng cần nhiều nghiên cứu hơn để khẳng định hoặc bác bỏ giả thuyết này.

### Phân nhánh
Ngữ hệ Maya chứa khoảng 30 ngôn ngữ. Thường, chúng được xếp vào 5-6 phân nhánh lớn (Yucatec, Huastec, Ch'ol-Tseltal, Q'anjob'al, Mam, và K'iche). Ngữ hệ Maya được ghi chép rất nhiều, và sơ đồ phân loại phả hệ nội bộ của nó được chấp nhận rộng rãi, trừ một vài khúc mắc nhỏ chưa giải quyết được.
Một vấn đề là vị trí của Ch'ol và Q'anjobal–Chuj. Vài học giả cho rằng chúng tạo ra nhóm Tây Maya (như trong sơ đồ dưới). Những học giả khác lại không ủng hộ giả thuyết về một mối quan hệ gần giữa Ch'ol và Q'anjobal–Chuj; cho rằng chúng là hai nhánh riêng biệt, phát triển trực tiếp từ Maya nguyên thủy. Một đề xuất khác cho rằng nhánh Huastec phát sinh từ nhánh Ch'ol-Tzeltal.

## Phân bố

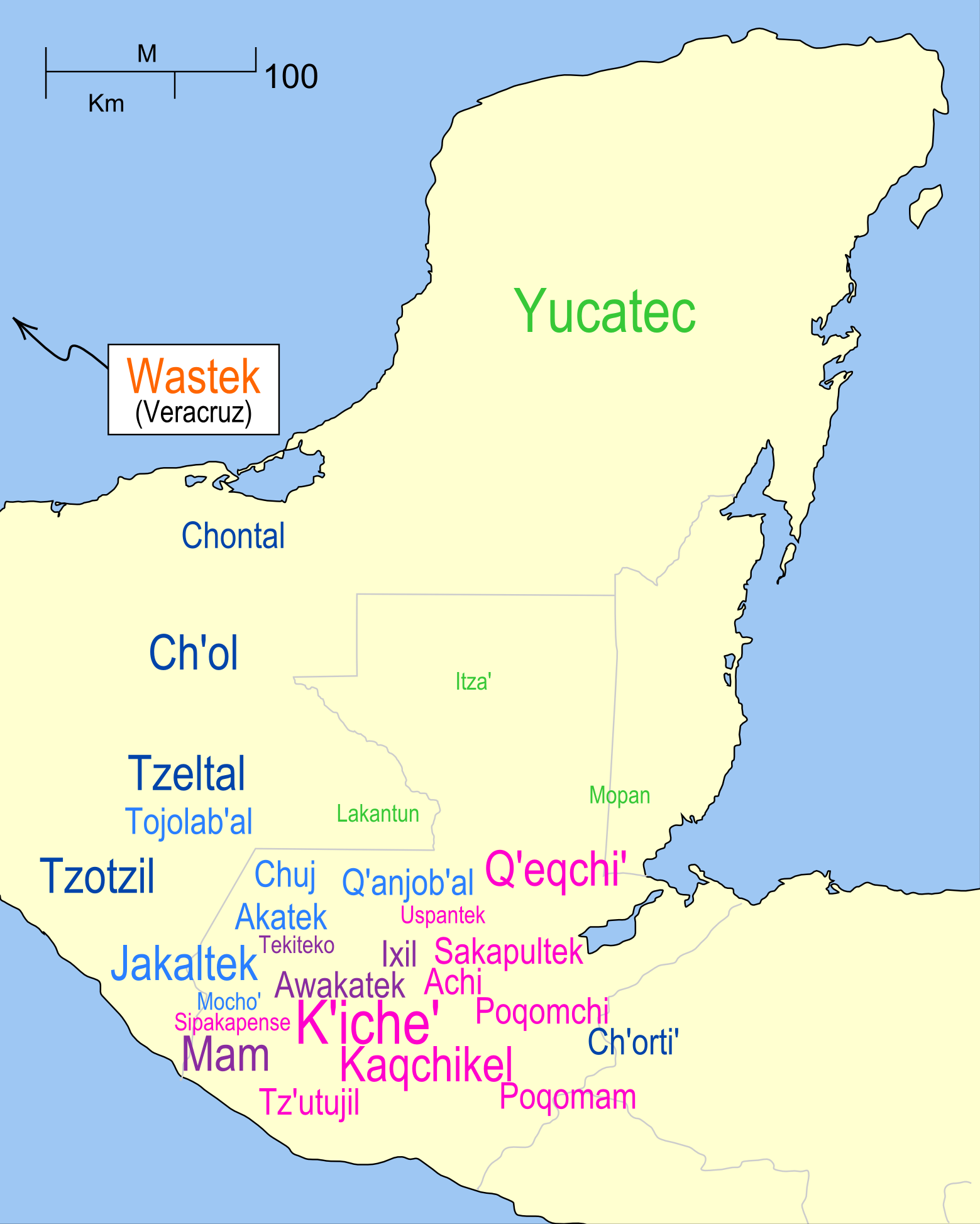
Bản đồ khu vực nơi ngôn ngữ Maya hiện diện. Cỡ chữ thể hiện số người nói.

Các nghiên cứu cho biết rằng các ngôn ngữ Maya có hơn 6 triệu người nói. Đa số sống tại Guatemala, nơi mà tùy theo ước tính, 40%-60% dân số nói một ngôn ngữ Maya. Tại México, ước tính có 2.5 triệu người nói ngôn ngữ Maya năm 2010, còn ở Belize có chừng 30.000 người.

### Nhóm Tây
Ngữ chi Ch'ol từng có mặt rộng khắp khu vực Maya, nhưng ngày nay ngôn ngữ phổ biến nhất ngữ chi là tiếng Ch'ol, được nói bởi 130.000 người tại Chiapas. Họ hàng gần nhất của tiếng Ch'ol, tiếng Maya Chontal, được nói bởi 55.000 người tại bang Tabasco. Một ngôn ngữ liên quan khác, mà giờ đang bị đe dọa, là tiếng Ch'orti', được nói bởi 30.000 người tại Guatemala. Tiếng Ch'orti' cũng từng hiện diện tại cực tây Honduras và El Salvador, nhưng phương ngữ El Salvador đã tuyệt chủng và phương ngữ Honduras sắp biến mất. Tiếng Ch'olti', ngôn ngữ chị em của tiếng Ch'orti', cũng đã tuyệt chủng. Ngữ chi Ch'ol được xem là nhóm "nguyên thủy" nhất về từ vựng và ngữ âm, và gần gũi với tiếng Maya thời Cổ Điển. Chúng có lẽ từng là ngôn ngữ uy tín, cùng tồn tại với những ngôn ngữ khác ở vài khu vực. Sự phỏng đoán này cung cấp lời giải thích hợp lý cho sự cách biệt về địa lý giữa tiếng Ch'orti' với tiếng Ch'ol và Chontal.
Họ hàng gần nhất của ngữ chi Ch'ol là ngữ chi Tzeltal, gồm tiếng Tzotzil và tiếng Tzeltal, cả hai đều có mặt tại Chiapas và sở hữu lượng người nói ổn định và đang tăng (265.000 với tiếng Tzotzil và 215.000 với tiếng Tzeltal). Tiếng Tzeltal có hàng chục nghìn người đơn ngữ. Ngữ chi Ch'ol và ngữ chi Tzeltal tạo thành ngữ tộc Ch'ol.
Tiếng Q'anjob'al được nói bởi 77.700 người ở Huehuetenango (Guatemala), cùng với một số nhỏ tại nơi khác. Khu vực nói tiếng Q'anjobal tại Guatemala, do chính sách diệt chủng trong cuộc nội chiến Guatemala và sự lân cận của nó với biên giới México, đã trở thành nơi xuất sứ của làn sóng người tị nạn. Do vậy, hiện nay có nhiều cộng đồng nói tiếng Q'anjob'al, Jakaltek, và Awakatek tại nhiều nơi thuộc México, Hoa Kỳ (như Quận Tuscarawas, Ohio và Los Angeles, California), và với những cuộc hồi hương thời hậu chiến, tại những phần khác của Guatemala. Tiếng Jakaltek (cũng gọi là Popti') được nói bởi gần 100.000 người tại Huehuetenango. Một thành viên khác của ngữ tộc Q'anjobal là tiếng Akatek, với hơn 50.000 người nói ở San Miguel Acatán và San Rafael La Independencia.
Tiếng Chuj được nói bởi 40.000 người ở Huehuetenango, và bởi 9.500 người, chủ yếu là người tị nạn trước đây, dọc theo biên giới México, tại La Trinitaria, Chiapas, các làng Tziscau và Cuauhtémoc. Tiếng Tojolab'al tại đông Chiapas có 36.000 người nói.

### Nhóm Đông
Tiếng Q'eqchi' (đôi khi viết là Kekchi) là ngôn ngữ của 800.000 người tại nam Petén, Izabal và Alta Verapaz thuộc Guatemala, và của 9.000 người tại Belize. Tại El Salvador nó có 12.000 người nói do kết quả của di dân. Tiếng Uspantek chỉ được bắt gặp tại municipio Uspantán của bộ El Quiché, và có 3.000 người nói.
Trong ngữ tộc Quiche có tiếng K'iche' (Quiché), ngôn ngữ Maya với số người nói đông nhất, được nói bởi hơn 1 triệu người Maya K'iche' tại cao nguyên Guatemala, quanh các thành phố Chichicastenango và Quetzaltenango và tại dãy núi Cuchumatán, và thành phố Guatemala. Tài liệu Maya nổi tiếng, Popol Vuh, được viết bằng thứ tiếng K'iche' xưa (tiếng K'iche' (Quiché) cổ điển). Văn hóa K'iche' đang ở đỉnh cao khi người Tây Ban Nha đến xâm lược. Q'umarkaj, gần thành phố Santa Cruz del Quiché ngày nay, từng là trung tâm kinh tế và tôn giáo người K'iche'. Tiếng Achi được nói bởi khoảng 85.000 người tại Cubulco và Rabinal, hai trong số các municipio của Baja Verapaz. Trong vài phân loại (như của Campbell), tiếng Achi được tính là một dạng tiếng K'iche'. Tuy nhiên, do sự phân tách từ lâu giữa hai nhóm, người Maya Achi không xem mình là người K'iche'. Tiếng Kaqchikel có 400.000 người nói trên một khu vực kéo dài từ thành phố Guatemala đến bờ bắc hồ Atitlán. Tiếng Tz'utujil có chừng 90.000 người nói, sống lân cận hồ Atitlán. Những thành viên khác của ngữ tộc Quiche là tiếng Sakapultek (15.000 người nói đa số tại bộ El Quiché), và tiếng Sipakapa (8.000 người nói tại Sipacapa, San Marcos).
Ngôn ngữ phổ biến nhất trong ngữ tộc Mam là tiếng Mam, với 478.000 người nói tại các bộ San Marcos và Huehuetenango. Tiếng Awakatek là ngôn ngữ của 20.000 cư dân ở trung Aguacatán, Huehuetenango. Tiếng Ixil (có lẽ thực ra gồm ba ngôn ngữ) được nói bởi 70.000 người tại vùng "tam giác Ixil" của bộ El Quiché. Tiếng Tektitek (hay Teko) được nói bởi 6.000 người tại Tectitán, và 1.000 người nhập cư tại México. Theo Ethnologue, số người nói tiếng Tektitek đang tăng.
Ngữ chi Poqom có liên quan chặt chẽ đến các ngôn ngữ Quiche "cốt lõi". Tiếng Poqomchi' được nói bởi 90.000 người tại Purulhá, Baja Verapaz, và các khu tự quản sau của Alta Verapaz: Santa Cruz Verapaz, San Cristóbal Verapaz, Tactic, Tamahú và Tucurú. Tiếng Poqomam có 49.000 người nói trong những khu vực nhỏ ở Guatemala.

### Nhóm Yucatec

Khu vực nơi tiếng Maya Yucatec hiện diện trên bán đảo Yucatán.

Tiếng Maya Yucatec (còn được gọi đơn giản là "Maya") là thứ tiếng Maya phổ biến nhất tại México. Nó hiện được nói bởi 800.000 người, đa số sinh sống trên bán đảo Yucatán. Nó vẫn thường gặp tại bang Yucatán và các vùng lẫn cận thuộc Quintana Roo và Campeche.
Ba ngôn ngữ còn lại của ngữ tộc Yucatec là tiếng Mopan (10.000 người nói, chủ yếu tại Belize); tiếng Itza' (một ngôn ngữ tuyệt cũng hoặc sắp tuyệt chủng tại bồn địa Petén, Guatemala); và tiếng Lacandón (hay Lakantum, cũng bị đe dọa với chừng 1.000 người nói tại vài làng ở Selva Lacandona, Chiapas).

### Nhóm Huastec
Tiếng Wastek (hay Huastec, Huaxtec) được nói tại các bang Veracruz và San Luis Potosí của México bởi chừng 110.000 người. Đây là ngôn ngữ khác biệt nhất trong các ngôn ngữ Maya hiện đại. Tiếng Chicomuceltec là một ngôn ngữ liên quan đến tiếng Wastek, và từng có mặt tại Chiapas, nhưng đã tuyệt chủng từ trước năm 1982.

## Âm vị học

### Hệ thống âm vị của ngôn ngữ Maya nguyên thủy
Ngôn ngữ Maya nguyên thủy (tổ tiên chung của các ngôn ngữ Maya, được phục dựng nhờ phương pháp so sánh) chủ yếu có cấu trúc âm tiết CVC. Campbell & Kaufman (1985) Đa số gốc từ ngôn ngữ Maya đều đơn âm tiết trừ một số danh từ riêng song âm tiết. Do sự lượt bỏ nguyên âm, các ngôn ngữ Maya nay cho thấy những cụm phụ âm phức tạp ở cả đầu và cuối âm tiết. Theo phục dựng của Lyle Campbell và Terrence Kaufman, ngôn ngữ Maya nguyên thủy có những âm vị sau.
|          | Trước | Trước | Giữa | Giữa | Sau | Sau |
| Ngắn     | Dài   | Ngắn  | Dài  | Ngắn | Dài |     |
| -------- | ----- | ----- | ---- | ---- | --- | --- |
| Đóng     | i     | iː    |      |      | u   | uː  |
| Nửa đóng | e     | eː    |      |      | o   | oː  |
| Mở       |       |       | a    | aː   |     |     |

|         | Đôi môi | Đôi môi | Chân răng | Chân răng | Vòm       | Vòm    | Ngạc mềm  | Ngạc mềm | Lưỡi gà   | Lưỡi gà | Thanh hầu |   |
| Thường  | Hút vào | Thường  | Tống xuất | Thường    | Tống xuất | Thường | Tống xuất | Thường   | Tống xuất | Thường  |           |   |
| ------- | ------- | ------- | --------- | --------- | --------- | ------ | --------- | -------- | --------- | ------- | --------- | - |
| Tắc     | p       | ɓ       | t         | tʼ        | tʲ        | tʲʼ    | k         | kʼ       | q         | qʼ      | ʔ         |   |
| Tắc xát |         |         | t͡s        | t͡sʼ       | t͡ʃ        | t͡ʃʼ    |           |          |           |         |           |   |
| Xát     |         |         | s         | s         | ʃ         | ʃ      | x         | x        |           |         | h         | h |
| Mũi     | m       | m       | n         | n         |           |        | ŋ         | ŋ        |           |         |           |   |
| Lỏng    |         |         | l r       | l r       |           |        |           |          |           |         |           |   |
| Lướt    |         |         |           |           | j         | j      | w         | w        |           |         |           |   |

Có đề xuất rằng ngôn ngữ Maya nguyên thủy có thanh điệu, dựa trên việc bốn ngôn ngữ Maya hiện đại có thanh điệu (tiếng Yucatec, tiếng Uspantek, tiếng Tzotzil San Bartolo và tiếng Mocho'), nhưng vì các ngôn ngữ này có vẻ đã phát triển thanh điệu theo những cách khác nhau, Campbell cho rằng việc ngôn ngữ Maya nguyên thủy có thanh điệu là khó xảy ra.